# 東大門野球場
東大門野球場（トンデムンやきゅうじょう、동대문야구장）は、韓国のソウル特別市にかつて存在した野球場。
1959年に開場。当球場左翼後方にあたる場所では1905年、皇城基督教青年会と漢城高等学校による朝鮮半島初の野球の試合が行われた。
1982年3月27日に韓国プロ野球が幕を開け、開幕試合は当球場で行われた（MBC青龍 11x - 7 三星ライオンズ、始球式は全斗煥大統領＝当時）。当初はMBC青龍（現LGツインズ）が本拠地球場と使用していたが、蚕室総合運動場野球場が完成するとMBCはそこへ移転。1985年には大田広域市からソウルへOBベアーズ（現斗山ベアーズ）が移転してきて当球場を本拠地球場としたが、1年限りで蚕室球場へ移転した。その後は、アマチュア野球専用として、韓国の４大メジャー高校野球全国大会（大統領杯、青龍旗、鳳凰大旗、黄金獅子旗）や大学野球各大会の開催球場となっていた。
2006年10月に、当球場を含む東大門運動場が全面的に撤去され再開発されることが決定した。しかし韓国プロ野球選手会とアマチュア野球各団体は同年10月25日、共同声明を発表し、撤去反対の意思を示した。代替球場のめどが立っていないことなどが背景にあると見られる。しかし、2007年12月18日より球場の撤去作業が始まり、跡地では緑地やデザイン複合センターなどの建設工事が開始され、2009年10月に東大門歴史文化公園が完成した。
また、韓国のアマチュア野球の主たる大会は2008年から大きく改装された同じソウルの木洞野球場が使われている。そのほかにもソウル市東部に九宜簡易野球場などが建設され小規模な高校野球の大会などで使用を開始している。

## 交通機関
- ソウル交通公社2号線、4号線、5号線の東大門運動場駅（運動場の廃止後、東大門歴史文化公園駅と改称）下車、1番出口すぐ。